# Рикверт, Джозеф
Джозеф Рикверт (англ. Joseph Rykwert; 5 апреля 1926, Варшава — 18 октября 2024) — британский и американский историк и теоретик архитектуры польского происхождения.

## Биография
В 1939 году с родителями переехал в Великобританию. Учился в Барлеттовской школе архитектуры Университетского колледжа Лондона. Читал лекции в Лондоне, Ульме, защитил диссертацию в Королевском художественном колледже. В 1967—1980 годах — профессор искусствоведения в Эссекском университете, затем — в Кембридже. С 1988 по 1998 год — профессор архитектуры в университете Пенсильвании. Переводчик трактата Альберти Десять книг о зодчестве.
Умер 18 октября 2024 года в возрасте 98 лет.

## Педагогическая деятельность
Преподавал и выступал с лекциями в Принстоне, Гарварде, Вашингтоне, Сиднее, Лувене, Париже, Будапеште, Бате. Среди его учеников — Даниэль Либескинд, Альберто Перес-Гомес, Мохсен Мостафави и др.

## Труды
- The Golden House (1947)
- The Idea of a Town: The Anthropology of Urban Form in Rome, Italy, and The Ancient World (1963)
- Church Building (1966)
- On Adam’s House in Paradise: The Idea of the Primitive Hut in Architectural History (1972)
- The First Moderns: the architects of the eighteenth century (1980)
- The Necessity of Artifice (1982)
- Robert and James Adam: the men and the style (1985, в соавторстве)
- The Dancing Column: On Order in Architecture (1996, премия Американского общества историков архитектуры)
- The Palladian ideal (1998, в соавторстве)
- The Seduction of Place: The History and Future of Cities (2000)
- The Villa: from ancient to modern (2000, в соавторстве)
- The Judicious Eye: Architecture Against the Other Arts (2008)

## Публикации на русском языке
- Обольщение местом. Город в XXI веке

## Признание
Кавалер ордена искусств и литературы (1984), почётный доктор университетов Эдинбурга, Кордовы, Бата, Торонто, Рима, Триеста, член Итальянской национальной академии Святого Луки, Польской академии. Президент Международного совета архитектурных критиков (с 1996).